# Кузнецов, Борис Александрович
Борис Александрович Кузнецов (23 февраля 1906—17 декабря 1979) —  советский териолог,  охотовед,  зоогеограф.

## Биография
Родился в семье известного архитектора-конструктивиста А. В. Кузнецова. Начал учиться в Поливановской гимназии, но вскоре перешёл в Алфёровскую, по сведениям биографа из-за возникших у гимназии трудностей не смог ее окончить, поэтому не имел аттестата о среднем образовании. 
Рано увлекся изучением живой природы, превратил свою комнату во вольер для птиц (пол был усыпан песком, в ней свободно летали синицы, снегири, клесты). Держал дома полёвок, домовых мышей, различных амфибий (включая, аксолотля в раковине ванной) и рыб. В 1920 году отец, будучи знакомым с директором зоологического музея Г. А. Кожевниковым, попросил направить увлечения сына в правильное русло. С 14 лет Борис водил экскурсии по музею и стал добровольным помощником его хранителя.  
Окончил подготовительные курсы и в 1922 году поступил на естественное отделение физико-математического факультета Московского университета. Специализировался по кафедре зоологии и сравнительной анатомии позвоночных, учился у  М. А. Мензбира, Б.  М.  Житкова, С. И. Огнёва. В 1924 году участвовал в экспедиции в Среднюю Азию с Д. Н. Кашкаровым. В 1927 году окончил МГУ. В 1920-х—1930-х годах участник многочисленных экспедиций на Урал,  в Казахстан и Восточную  Сибирь. 
Ещё студентом (с 1924) начал работать как практикант на Центральной лесной опытной станции в Лосином острове. С 1927 по 1930 лаборант там же. В 1928 году проводит полевые исследования в степной части Даурии и на Яблоновом хребте. 
В 1927–1936 годах аспирант, ассистент, доцент кафедры зоологии и сравнительной анатомии позвоночных животных Московского университета, вёл практикумы по зоологии и читал два специальных курса по вопросам прикладной науки. В 1935 присвоена без защиты учёная степень кандидата биологических наук. В 1938 представил работу на звание кандидата сельскохозяйственных наук. В 1939 году защитил докторскую диссертацию по теме зоогеографического районирования СССР.     
По совместительству профессор,  заведующий кафедры  пушного товароведения Всесоюзного зоотехнического института пушно-сырьевого хозяйства Народного комиссариата внешней торговли (позднее Зоотехнический институт,  Московский пушно-меховой институт), работал там вплоть до 1955  года, когда институт был переведен в Иркутск. Во 1941–1943 годах был  в эвакуации в Самарканде. Работал деканом товароведческого факультета Пушмеха, в 1948 году после сессии ВАСХНИЛ  уволен с этой должности.  
В 1943-1945 годах — главный зоолог Главного управления по заповедникам. 
После обнародования 25 декабря 1954 года приказа о закрытии Пушмеха сумел перевести товароведческий факультет в Московскую ветеринарную академию и таким образом сохранить его. Но в 1956 году перешёл на преподавательскую работу в Московской сельскохозяйственной академии им. К.А. Тимирязева, там до конца жизни профессор, заведующий кафедры зоологии и дарвинизма .
Под руководством Б. А. Кузнецова защищено около 30 кандидатских диссертаций. Автор 150 работ, в том числе нескольких учебников и многих монографий.

## Семья
- Жена — ?
  - Сын — Владимир, окончил МПМИ с дипломом биолога-охотоведа[1].
  - Сын — Алексей[1].
- Сестра — Ирина[2].
- Сестра — Вера[2].

## Адреса
- Москва, Еропкинский переулок, одноэтажный особняк (был отобран после революции, но потом возвращён прежнему владельцу, архитектору)[1]

## Научные труды

### Книги по фаунистике и зоогеографии
- Звери Киргизии. – М.: МОИП,1948. – 214 с.
- Млекопитающие Казахстана. – М.: Изд-во МОИП, 1948. – 228 с.
- Очерк зоогеографического районирования СССР. – М.: МОИП, 1950. – 176 с.
- Фауна млекопитающих Молдавии. 1952
- Фауна млекопитающих Литвы. 1954
- Бобринский Н. А., Кузнецов Б. А., Кузякин А. Л. Определитель млекопитающих СССР. – 2-е изд.: доп., испр. — М.: Просвещение, 1965. — 382 с.

### Учебники
- Определитель позвоночных животных фауны СССР. (В 3-х ч.) Пособие для учителей. – Ч. 1: Круглоротые, рыбы, земноводные, пресмыкающиеся. – М.: Просвещение», 1974. – 190 с.: ил.
- Определитель позвоночных животных фауны СССР. (В 3-х ч.) Пособие для учителей. – Ч. 2: Птицы. – М.: Просвещение», 1974. – 285 с.: ил.
- Определитель позвоночных животных фауны СССР. (В 3-х ч.) Пособие для учителей. – Ч. 3: Млекопитающие. – М.: Просвещение, 1975. - 208 с.: ил.
- Курс зоологии / Кузнецов Б.А., Чернов А.З., Катонова Л.Н. – 4-е изд.: перераб. и доп. - М.: Агропромиздат, 1989. - 399 с.

### Книги по охотоведению и товароведению
- Биотехнические мероприятия в охотничьем хозяйстве. – 2-е изд. – М.: Лесная пром-ть, 1974. – 221 с.
- Дичеразведение (искусственное разведение пернатой дичи). – М.: Лесная пром-ть, 1972. – 184 с. * За улучшение качества пушно-мехового сырья на Крайнем Севере: В помощь изучающим техминимум / Б. А. Кузнецов, А. П. Русских, Д. А. Соловьев. – М.; Л.: Главсевморпути, 1940. - 104 с.
- Кузнецов Б.А. Заметки по фауне млекопитающих Уральской губернии // Тр. по лесному опытному делу. – М.: Изд-во ЦЛОС, 1928. - Bып. 1. – C. 46 – 49.
- Каракуль и смушка: (Основы товароведения). - М.: Заготиздат. - 1955 (обл. 1956). - 302 с.
- Качественные показатели пушного сырья СССР. – М.: Л.: Внешторгиздат, 1934. – 276 с.
- Кожевенное сырье. (Основы товароведения, оценка качества и первичная обработка) / Б. А. Кузнецов, Е. В. Гаевой. - М. : Заготиздат, 1963. - 243 с.
- Мясная продукция охотничьего хозяйства: Лекция для студентов-заочников по спец. 2019 "Биология" (специализации ""Охотоведение"). – М.: ВСХИЗО, 1978. – 30 с.
- Основы кролиководства : (Конспект лекций по курсу кролиководства, прочит. в 1977/78 г.). - М.: ТСХА, 1979 (вып. дан. 1980). - 101 с.: ил.
- Основы товароведения продукции охотничьего хозяйства: Лекция для студентов-заочников по спец. 2019 "Биология" (специализация "Охотоведение"). – М.: ВСХИЗО, 1975. – 23 с.
- Основы товароведения пушно-мехового сырья . - Москва: Междунар. книга, 1941. - 412 с. : ил., черт.
- Справочник промыслового охотника / Составители: Б. А. Кузнецов, В. В. Каменский, Р. В. Лампрехт и др. - Москва: Заготиздат, 1944. - 286 с.
- Товароведение боровой и водоплавающей дичи: Лекция для студентов-заочников по спец. 2019 "Биология" (специализация "Охотоведение") – М.: ВСХИЗО, 1978. – 25 с.
- Товароведение второстепенных видов животного сырья. – М.: Междунар. книга, 1947. - 376 с. Товароведение кожевенного сырья / Ред. С. Павлов. - М. : Заготиздат, 1945. - 320 с.
- Товароведение пушно-мехового сырья / Под ред. А. Г. Сидорова. - М. : Заготиздат, 1948. - 209, [1] с.: рис., табл.

### Научные статьи
- Млекопитающие степной полосы Южного Урала // Бюлл. Моск. о-во испытателей природы. Отд. биол. — 1928. — Т. 37, вып. 3–4. - С. 250 – 311.
- Грызуны Семипалатинского округа Казахстана // Бюлл. Моск. о-во испытателей природы. Отд. биол. – 1932. – T. 41, вып. 1 – 2. – C. 60 – 120.
- О некоторых закономерностях распространения млекопитающих по европейской части СССР: Ч. 1 // Зоолог. журн. – 1936. – Т. 15, Вып. 1. – С. 96 – 127.
- О некоторых закономерностях распространения млекопитающих по европейской части СССР: Ч. 2 // Зоолог. журн. – 1937. – Т. 16, Вып. 1. – С. 165 – 182.
- Материалы к познанию фауны млекопитающих Карсакпайских степей (Центральный Казахстан) // Тр. Моск. пушно-мехового ин-та. – 1949. – T. 2. – C. 144 – 166.

- Фаунистические комплексы и опыт фаунистического районирования Центральной Азии на основе распространения млекопитающих // Вопросы зоологической картографии. – М.: МОИП, 1963. – С. 77 – 79.

## Награды
- Орден «Знак Почёта»[1]
- 1967 — Звание Заслуженный деятель науки РСФСР[1].

## Увлечения
Собирал марки, причем все подряд, без тематических ограничений. Коллекция составила 50 тысяч.